# 經濟虐待
經濟虐待（英語：Economic abuse）是一種家庭暴力、虐待形式，當一個家庭成員或親密伴侶控制另一個家庭成員或伴侶獲得經濟資源時。經濟虐待削弱了受影響者人支出的能力，迫使受影響人在經濟上依賴行為人。
經濟虐待可以是父母虐待未成年或未有自立能力的子女、已婚者或同居伴侶虐待無獨立經濟能力的配偶或伴侶，子女虐待年老父母，或身為家庭經濟支柱之成員虐待其他成員等。